# Маслов, Александр Иванович (хирург)
Александр Иванович Маслов (26 апреля 1941, город Ростов-на-Дону) ― врач-хирург, учёный, кандидат медицинских наук, доцент.

## Биография
С Партех Макаровичем я впервые встретился в сентябре 1966 г. на первом заседании научного студенческого кружка кафедры общей хирургии (ИСК). На следующий год он предложил выбрать меня старостой НСК и начать работу над темой кандидатской диссертации. В 1970 году с его легкой руки я был принят в клиническую ординатуру на кафедру общей хирургии.
Считаю, что годы ординатуры на кафедре под руководством проф. П. М. Шорлуяна это большая школа для любого специалиста хирургического профиля. Почти на каждой своей лекции он поручал мне демонстрировать студентам больных на различные темы: «Кровотечение», «Заболевания серозных полостей», «Гнойные заболевания мягких тканей», «Переломы, вывихи», «Опухоли» и т.д. Это, естественно, заставляло постоянно работать над собой и тщательно готовиться к демонстрации больных (обследовать больных, изучать истории болезни, быть готовым ответить на вопросы).
Незабываемы и консультации больных профессором Партех Макаровичем. Каждую субботу он приглашал меня в свой кабинет и бесплатно консультировал всех нуждающихся пациентов, которые явились как по направлению, так и самотеком. Моя роль состояла в том, чтобы обеспечить эти консультации стерильным перевязочным материалом, перчатками, инструментарием для обследования, измерить артериальное давление, помочь больному правильно одеть бандаж, перевязать рану и т.д. Это была большая школа гуманного, профессионального отношения к людям. В перерывах, когда не было пациентов, Партех Макарович наливал чай и расспрашивал меня о службе в Армии, о семье, о работе и давал дельные советы.

Партех Макарович был требователен, но справедлив. Однажды, на очередном дежурстве по неотложной помощи, в хирургическое отделение доставили пациентку с гнойным маститом. Больная страдала от сильной боли, высокой температуры и жаловалась на то, что не может из-за болей уснуть в течение двух суток. Требовалась экстренная помощь, а оба операционных стола и анестезиологи были заняты. К тому же в очереди на операции под эндотрахеальным наркозом было ещё два поступивших больных. Имея некоторый армейский опыт выполнения операций под местным новокаиновым обезболиванием я предложил ответственному хирургу В. Т. Карпенку разрешить мне сделать вскрытие гнойника в гнойно-септической перевязочной. Василий Трофимович некоторое время колебался, так как была установка профессора все маститы оперировать под общим наркозом, но учитывая сложившуюся обстановку и просьбу больной помочь ей, дал согласие на операцию. Па утренней планерке Партех Макарович, узнав о  нарушении кафедральных установок, устроил нам «нагоняй» и вместе с В. Т. Карпенком дал наказание — отдежурить бесплатно по три ночных дежурства. Во время профессорского обхода Партех Макарович поинтересовался самочувствием больной. Она ответила: «Спасибо, профессор Вам и докторам! Самочувствие хорошее, я совершенно не чувствовала боли, а после операции спала крепким сном». После этого учитель пригласил нас с В. Т. Карпенком в свой кабинет и отменил наказание. Мне же, оставшись, один на один, сказал: «Саша, ты только не обижайся, что я на тебя нашумел. Если я с тебя требую, следовательно ты мне нужен, а если не требую, значит у меня нет к тебе никакого интереса». После этого по его поручению мною было написано методическое пособие «Новокаиновые блокады».
После окончания  Ростовского медицинского института Маслов А. И. был зачислен в клиническую ординатуру на кафедру общей хирургии.
С 1972 года Александр Иванович работал врачом-ординатором в хирургическом отделении больницы скорой медицинской помощи имени Н. А. Семашко города Ростова-на-Дону. С 1976 года Маслов А. И. работал заместителем главного врача по медицинской части в Ростовском областном врачебно-физкультурном диспансере. В 1978―1980 годах Александр Маслов был инструктором отдела науки и учебных заведений Ростовского обкома КПСС. Александр Иванович Маслов являлся одним из соавторов плана развития здравоохранения Ростовской области на 1980―1985 годы, утверждённым Министерством здравоохранения Российской Федерации, обкомом КПСС и администрацией Ростовской области.
В 1981 году на IX Всероссийском съезде общества Красного Креста, который проходил в Колонном зале города Москвы Маслов А. И. был делегатом от Ростовской области.
С 1981 года работал на кафедре общей хирургии Ростовского государственного медицинского института сначала ассистентом, с 2000 года был назначен доцентом этой же кафедры. В 1982 году А. И. Маслов защитил кандидатскую диссертацию по теме: «Пластика грыж передней брюшной стенки сухожильной частью диафрагмы, консервированной проточным методом».
Основные направления практической деятельности хирурга Маслова Александра Ивановича: ургентная хирургия, абдоминальная и гнойно-септическая хирургия, гастроэнтерология и спортивная травма. Совместно с хирургами В. Г. Химичевым и Э. В. Коноплевым в течение 1972―1981 годах Александром Ивановичем было выполнено более 700 операций по поводу обширных вентральных грыж с применением аллотрансплантатов.
С 1997 по 2002 годы Александр Иванович Маслов был главным хирургом Министерства здравоохранения Ростовской области.
А. И. Маслов является автором 12 монографий и учебных пособий, более 150 научных статей, участником и организатором более 30 съездов и конференций Всероссийского и зонального масштаба. Маслов Александр Иванович ― заслуженный работник науки и образования, действительный член Ассоциации хирургов имени Н. И. Пирогова, учёный секретарь Ассоциации общих хирургов Российской Федерации.

### Семья
Жена Александра Ивановича Маслова, Лариса Николаевна ― врач анестезиолог-реаниматолог, Заслуженный врач Российской Федерации. Сын Андрей Александрович ― хирург, доктор медицинских наук, профессор, Заслуженный врач Российской Федерации.